# Vachellia biaciculata
Vachellia biaciculata är en ärtväxtart som först beskrevs av Sereno Watson, och fick sitt nu gällande namn av Seigler och Ebinger. Vachellia biaciculata ingår i släktet Vachellia och familjen ärtväxter. Inga underarter finns listade i Catalogue of Life.